# أمين عباس أرسلان
أمين عباس أرسلان (1809 - 1858) من زعماء دروز لبنان في القرن التاسع عشر.

## أسرته ونشأته
وُلد في قرية الشويفات, والده الأمير عباس أرسلان ووالدته الأميرة حبوس أرسلان، توفي والده في نفس العام الذي ولد فيه أمين فتسلّمت الأميرة حبوسزمام الأمور بعده، واهتمت بأولادها الأربعة وهم: منصور وحيدر وأحمد وأمين. ثم ما لبثت والدته أن توفيت عام 1824، فعاش مع إخوته متنقلين من مكان إلى آخر خوفا من بطش الأمير بشير الشهابي الذي كان يطاردهم.

وقد تخلّف أمين أرسلان بولدين هما مصطفى ومحمد.

### محمد أمين عباس أرسلان
ولد في العام 1838 ميلادي، وتولى في سن الخامسة عشر من عمره منصب مدير الغرب الأسفل، وقد كان أديبا وشاعرا ترك العديد من المخطوطات في النحو والصرف والأدب وأصول الحكمة وغيرها. توفي فجأة في العام 1868 عن عمر 31 عاما.

## المناصب التي تولاها
لجأ إلى الشام عند الوالي العثماني آنذاك علي باشا فعيّنه أمين ختمه، وفي العام 1830 حلّ في عكا عند عبد الله باشا مع أخويه أحمد وحيدر فرحّب بهم, ورتّب لهم إقامة في إحدى قرى عكا, وبعد بضعة أشهر ترك أمين أرسلان عكا وعاد إلى الشام, وعُيّن والياً عند علي باشا, ثم محافظاً لمقاطعة تُشرف على طريق الحج.
وظلّت العلاقة بينه وبين بشير الشهابي الثاني ومن بعده بشير الشهابي الثالث تتحسن أحيانا وتسوء أحياناً. ولما عيّن عمر باشا النمساوي حاكماً لجبل لبنان قرّب منه الأمير أمين. وحصل اتفاق بينه وبين زعيم الحزب الجنبلاطي سعيد جنبلاط.
وكانت له حظوة في الآستانة, ففي العام 1845 عُين شكيب أفندي حاكما لجبل لبنان, فعين الأمير أمين قائمقام عن الدروز. ومُنح عام 1850 نيشاناً مرصّعا بالذهب من الآستانة.

## وفاته
في عام 1858 أصيب بمرض الرئة فذهب وعائلته إلى مقام الأوزاعي لتغيير الهواء, فلم يلبث أن مات ودُفن هناك وعمره خمسون سنة وتسعة أشهر, وكانت ولايته ثلاثة عشر سنة، وترك وراءه نجلين هما محمد ومصطفى.